# Физешабоњ
Физешабоњ (мађ. Füzesabony) град је у северној Мађарској. Физешабоњ је град у оквиру жупаније Хевеш.
Град је имао 8.088 становника према подацима из 2008. године.

## Географија
Град Физешабоњ се налази у северном делу Мађарске. Од престонице Будимпеште град је удаљен 120 километара источно.
Физешабоњ се налази у севернм делу Панонске низије. Надморска висина града је приближно 110 m.